# لاتام (آلاباما)
لاتام (به انگلیسی: Latham) یک منطقهٔ مسکونی در ایالات متحده آمریکا است که در شهرستان بالدوین، آلاباما واقع شده‌است. لاتام ۳۶٫۸۸ متر بالاتر از سطح دریا واقع شده‌است.